# Hypena externa
Hypena externa är en fjärilsart som beskrevs av Moore 1882. Hypena externa ingår i släktet Hypena och familjen nattflyn. Inga underarter finns listade i Catalogue of Life.